# Matt Hardy
Matthew Moore (Matt) Hardy (Cameron (North Carolina), 23 september 1974) is een Amerikaans professioneel worstelaar die sinds 2024 actief is voor Total Nonstop Action Wrestling (TNA). Hij is best bekend van zijn tijd bij de World Wrestling Entertainment als tag team met zijn broer Jeff Hardy (The Hardy Boyz).
Hardy was tot dusver drie periodes actief in de World Wrestling Entertainment - met name tussen 1994 en 1996, van 1998 tot 2010 en sinds 2017. Hardy is een voormalig WWE United States Champion, WWE European Champion en WWE Hardcore Champion. Hardy veroverde het WWE Tag Team Championship als partner van Montel Vontavious Porter (MVP). Sinds zijn terugkeer naar de federatie in 2017 won hij nogmaals het WWE Tag Team Championship met zijn broer Jeff en met Bray Wyatt als "Deleters of Worlds". Hardy's personage "Matt Hardy Version 1" werd in 2003 verkozen tot Best Gimmick door het magazine Wrestling Observer Newsletter.
Hardy was tevens actief in de Total Nonstop Action Wrestling, waar hij een 2-voudig TNA World Heavyweight Champion is. Voorts is hij een voormalig TNA World Tag Team Champion, opnieuw met zijn broer Jeff als "The Hardy Boyz".
Hardy heeft van 2020 tot 2024 gewerkt bij de in 2019 opgerichte All Elite Wrestling (AEW) onder veschillende persoonlijkheden en wederom ook een reünatie met Jeff Hardy.

## Professionele worstel carrière

### Beginjaren (1992-1998)
Met zijn broer Jeff en enkele vrienden richtte Hardy begin jaren '90 zijn eigen promotie op, "Trampoline Wrestling Federation (TWF)". Matt en Jeff bootsten de bewegingen na die ze zagen op de televisie, waarne ze hun eigen worstelorganisatie "OMEGA" creëerden waarin Hardy onder de ringnaam "High Voltage" worstelde. Kort nadat Hardy - als "High Voltage" - een opname verstuurde naar de World Championship Wrestling (WCW), begon hij te worstelen in de WCW in een tag team, net als zijn ringnaam "High Voltage" genaamd, en veranderde Hardy zijn ringnaam in "Surge".
Matt en Jeff worstelden eind jaren '90 ook voor diverse worstelorganisaties uit North Carolina. Onder de ringnaam "The Wolverine" veroverde Hardy in mei 1994 het 'New England Wrestling Alliance Championship'. Hardy werkte als "High Voltage" samen met "Venom" en won met Venom het "New Frontier Wrestling Association (NFWA) Tag Team Championship'. Een maand later versloeg Hardy zijn broer - destijds actief als "Willow" - voor het 'NFWA Championship'.
Hardy werkte aanvankelijk voor de World Wrestling Federation als "jobber" (jargon: iemand die verliest om andere worstelaars er beter te laten uitzien). Zijn eerste wedstrijd, tegen Nikolai Volkoff, werd uitgezonden op 23 mei 1994. Hardy verloor via submission. Daarna verloor hij van worstelaars als Crush, Razor Ramon, Owen Hart en The Undertaker. Hardy bleef sporadisch worstelen voor WWF, waaronder wedstrijden tegen Hunter Hearst Helmsley en "The Ringmaster" Steve Austin.

### World Wrestling Federation / World Wrestling Entertainment (1998-2005; 2005-2010)

#### The Hardy Boyz (1998-2001)
Vanaf 1998 werden de Hardy's getraind door voormalig worstelaar Dory Funk Jr.. The Hardy Boyz, die vielen binnen het middengewicht (cruiserweight), hadden een hoogvliegende stijl (jargon: high-flyers), waarbij ze vaak van grote hoogte sprongen om schade toe te brengen aan hun tegenstanders. Hoewel zijn broer beter bekend was vanwege zijn doorgaans extreme bewegingen, was Hardy een worstelaar die uitblonk in het uitvoeren van luchtbewegingen (jargon: high-flyer).
Terwijl ze in 1999 een verhaallijn speelden naast Edge en Christian, stelde het duo Michael Hayes korte tijd aan als 'manager' (lees: "aanmoediging"). Op 5 juli 1995 wonnen ze hun eerste WWF Tag Team Championship met een overwinning tegen Acolytes Protection Agency, maar verloren een maand later alreeds de titelriemen. "The Hardy Boyz" - zonder Hayes - sloten zich aan bij de worstelgroep The New Brood als partners van Gangrel. Na hun breuk met Gangrel werden Hardy en Jeff even bijgestaan door Terri Runnels, na afloop van de eerste tag team ladder match ooit bij het evenement No Mercy in oktober 1999.
In het voorjaar van 2000 kregen "The Hardy Boyz" een nieuwe 'manager', Lita, Hardy's vriendin in het dagelijks leven. Het trio stond algauw bekend als "Team Xtreme". In het verdere verloop van 2000 zetten ze hun verhaallijn met Edge en Christian voort en versloegen hen twee keer voor het WWF Tag Team Championship. Op 24 april 2000 won Hardy het WWF Hardcore Championship in een aflevering RAW is WAR door Crash Holly te verslaan, maar verloor de titel drie dagen later terug aan Holly in een aflevering van Friday Night SmackDown!.
"The Hardy Boyz" namen deel aan de eerste Tables, Ladders and Chairs match ooit voor het WWE Tag Team Championship tegen The Dudley Boyz en Edge en Christian bij het evenement SummerSlam, maar verloren. "The Hardy Boyz" leden ook een nederlaag voor het WWF Tag Team Championship bij de evenementen WrestleMania 2000 en WrestleMania X-Seven. Edge en Christian waren telkens de winnaars en "The Dudley Boyz" de andere uitdagers.

#### WWF European Championship & WWF Cruiserweight Championship (2001-2005)

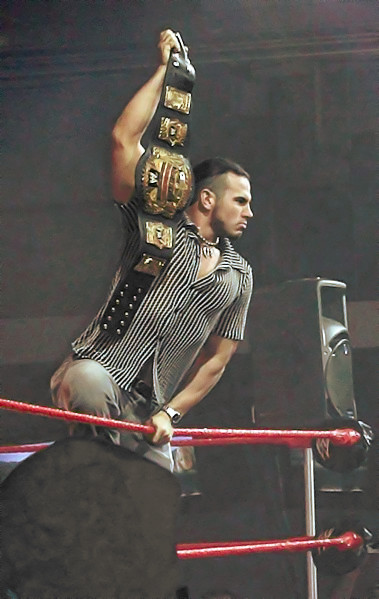
Hardy als WWE Hardcore Champion in 2003

Nadat zijn broer Jeff het WWF Intercontinental Championship veroverde, begon Hardy vanaf 2001 zijn solocarrière. Vier dagen voor het evenement Backlash veroverde Hardy het WWF European Championship met een overwinning tegen Eddie Guerrero in een aflevering van Friday Night SmackDown!. Gedurende het jaar 2001 wonnen "The Hardy Boyz" nog twee keer het WWF Tag Team Championship en tijdens de fameuze verhaallijn The Invasion (NB: WWF tegen WCW) een keer het WCW Tag Team Championship. "The Hardy Boyz" gingen vervolgens uit elkaar - althans volgens de verhaallijn. Het kwam tot een confrontatie tussen Matt en Jeff, met Lita als gastscheidsrechter, bij het evenement Vengeance, waar Jeff won.
Na de jaarlijkse loterij WWE Brand Extension in 2002 werd Hardy overgeplaatst naar de zondagavondshow Heat, terwijl Jeff worstelde in het programma Monday Night Raw. Tijdens een aflevering van Raw op 12 augustus 2002 keerde een gefrustreerde Matt zich tegen Jeff in diens wedstrijd met Rob Van Dam. Kort daarna was Hardy actief in het programma SmackDown!. Tijdens een aflevering van SmackDown! op 3 oktober 2003 profiteerde Hardy van interferentie door Brock Lesnar om The Undertaker te verslaan. Hardy introduceerde in 2003 een nieuw karakter, "Matt Hardy: Version 1", en kreeg met "Mattitude Follower" Shannon Moore een vaste tag teampartner. Bovendien verloor hij wat gewicht.
Hardy wou de gewichtsgrens halen om te dingen naar het WWE Cruiserweight Championship, met name 100 kg. Hardy versloeg Billy Kidman voor het WWE Cruiserweight Championship bij het evenement No Way Out. Hardy kwam in een verhaallijn terecht naast Kane. Volgens de verhaallijn werd Hardy bedrogen door Lita, waarna ze (kayfabe) trouwde met Kane. Hardy werd echter net als Rhyno op 11 april 2005 ontslagen. In de zomer keerde hij weer terug. Enkele weken na zijn ontslag verscheen Hardy bij een Ring of Honor-evenement op 16 juli 2005, waar hij Christopher Daniels versloeg. Vlak voor zijn officiële terugkeer verloor hij van Roderick Strong.

#### Reünie van "The Hardy Boyz" (2005-2008)
Tijdens een aflevering van Monday Night Raw op 1 augustus 2005 kondigde Vince McMahon officieel de terugkeer van Hardy aan, waarna hij werd verslagen door Edge bij het evenement SummerSlam. De scheidsrechter beëindigde de wedstrijd nadat Hardy begon te bloeden, waarna Edge werd uitgeroepen tot winnaar. Hardy versloeg Edge in een Steel Cage match bij het evenement Unforgiven. Na een afwezigheid van vijf jaar herenigde Hardy met zijn broer Jeff als The Hardy Boyz. "The Hardy Boyz" waren lid van het team van D-Generation X (met Shawn Michaels, Triple H en CM Punk) bij het evenement Survivor Series. "Team DX" versloeg Team Rated-RKO (Edge, Randy Orton, Gregory Helms, Mike Knox en Johnny Nitro).
Een dag na het evenement WrestleMania 23 namen "The Hardy Boyz" deel aan een "battle royal" (jargon: eliminatiewedstrijd) voor het WWE World Tag Team Championship. "The Hardy Boyz" veroverden de titels voor de zesde keer nadat ze Lance Cade en Trevor Murdoch als laatsten elimineerden. Een dag na het evenement One Night Stand verloren "The Hardy Boyz" hun titels aan Cade en Murdoch. In augustus 2007 won Hardy samen met Montel Vontavious Porter het WWE Tag Team Championship van Deuce 'n Domino. Tijdens een aflevering van Friday Night SmackDown! op 16 november 2007 verloren Hardy en Montel Vontavious Porter de titels aan John Morrison en The Miz. Op 21 november 2007 kondigde WWE aan via hun website dat Hardy een appendectomie had ondergaan. Tijdens een aflevering van Raw op Oudejaarsavond steunde Hardy zijn broer Jeff, die het opnam tegen Randy Orton, waarna Hardy werd aangevallen door Orton.

#### WWE United States Championship & laatste verhaallijnen (2008-2010)
In het voorjaar van 2008 nam hij deel aan de Money in the Bank ladder match bij het evenement WrestleMania XXIV, maar verloor. Hardy versloeg Montel Vontavious Porter voor het WWE United States Championship bij het evenement Backlash in april 2008. Hardy verloor het kampioenschap aan Shelton Benjamin bij het evenement The Great American Bash.
Niet veel later versloeg hij Mark Henry en veroverde het ECW World Heavyweight Championship bij het evenement Unforgiven. Daarna klopte hij worstelaars als The Miz, Finlay en Chavo Guerrero en verdedigde met succes het kampioenschap. Tijdens een aflevering van ECW op 13 juni 2009 moest Hardy de titel afstaan aan Jack Swagger. Hardy's karakter veranderde in een heel nadat hij broer Jeff sloeg met een klapstoel. Op die manier slaagde Edge erin het WWE Championship te winnen van Jeff Hardy. Matt werd verslagen door zijn broer in een "I Quit" match bij het evenement Backlash, waarin Matt zijn hand brak.
Tijdens een aflevering van Friday Night SmackDown! op 7 augustus 2009 keerde hij terug als gastscheidsrechter in een wedstrijd tussen zijn broer Jeff en CM Punk voor het World Heavyweight Championship, waarin titelverdediger Jeff zegevierde. In het voorjaar van 2010 begon Hardy een (kayfabe) relatie met Maria Kanellis, maar Kanellis werd later ontslagen door de federatie. Hardy's laatste wapenfeit was een verhaallijn naast Drew McIntyre in het najaar. Deze verhaallijn werd stopgezet nadat McIntyre's (kayfabe) visum was verlopen en hij terugkeerde naar zijn land van herkomst, Schotland. Hardy werd ontslagen op 15 oktober 2010.

### Total Nonstop Action Wrestling (2011-2017)

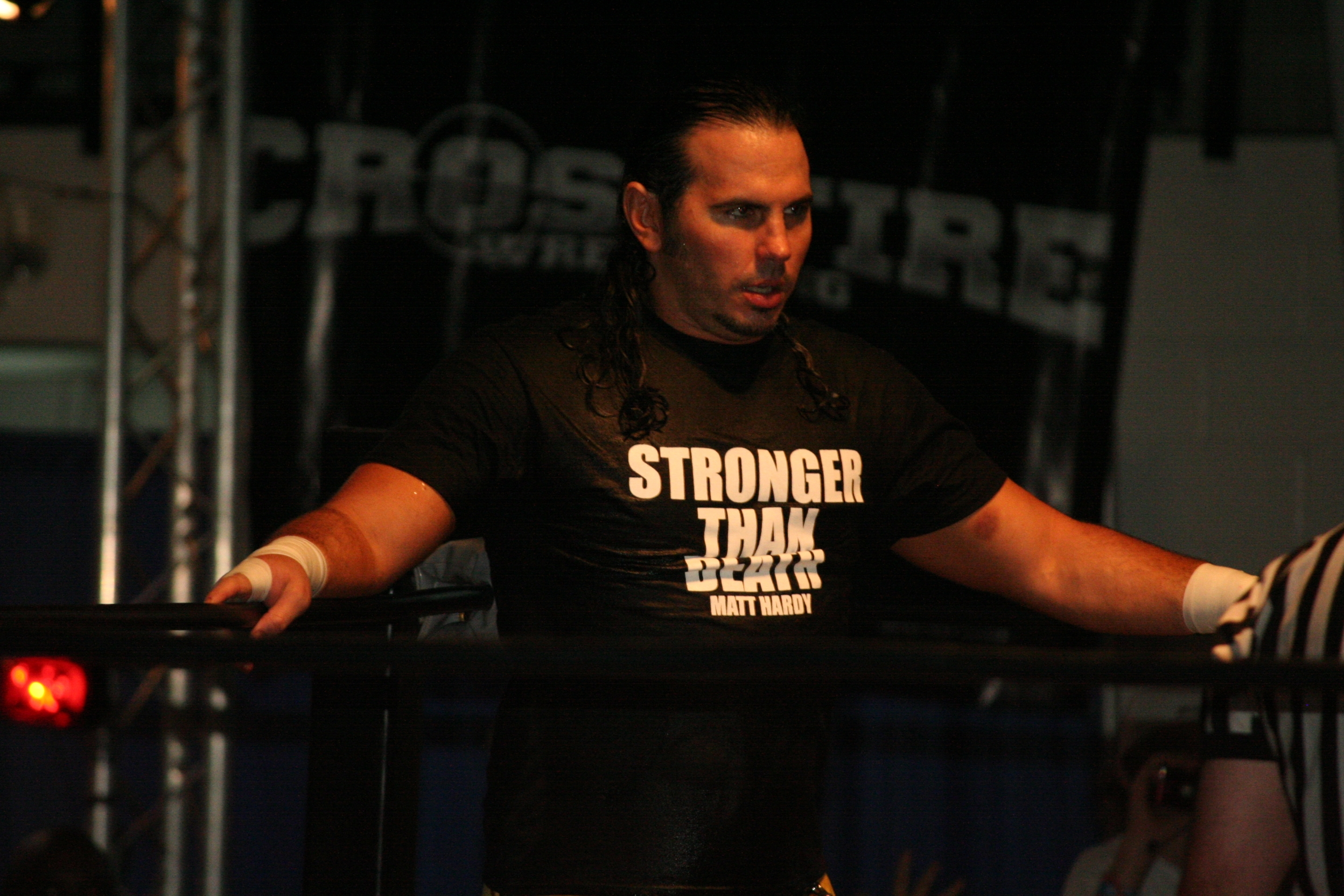
Hardy in 2012

Op 9 januari 2011 maakte Hardy zijn debuut bij de Total Nonstop Action Wrestling bij het evenement Genesis, als lid van de worstelgroep Immortal. Hardy versloeg Rob Van Dam voor het TNA World Heavyweight Championship, maar verloor toen van Mr. Anderson. Hardy was met "Immortal" meermaals betrokken in een verhaallijn naast de groep Fortune van leider A.J. Styles. In oktober 2015 veroverde Hardy het TNA World Heavyweight Championship met een overwinning tegen Ethan Carter III en Drew McIntyre bij het evenement Bound for Glory. Tijdens een aflevering van Impact Wrestling op 8 januari 2016 veroverde Hardy het kampioenschap voor de tweede keer met een overwinning tegen Ethan Carter III. Twee maanden later werd hij verslagen door McIntyre in een aflevering van Impact Wrestling.
Op 20 juli 2011 lastte hij een pauze in. Een dag later meldde de TNA dat Hardy was geschorst vanwege te laat komen opdagen voor shows. Hardy raakte verslaafd aan drugs en ging in therapie. Het filmpje was erg emotioneel en trok veel aandacht. Zijn fans stuurden hem veel complimenten, zoals: 'veel succes met je gezondheid'. Op 1 september 2011 maakte Hardy bekend dat hij zijn voltijdse carrière had beëindigd. In 2014 volgde wel nog een korte reünie met broer Jeff als The Hardy Boyz - een jaar later bekroond met winst van het TNA World Tag Team Championship -, waarna Matt en Jeff de TNA definitief de rug toe keerden in het voorjaar van 2017.

### Terugkeer naar de World Wrestling Entertainment (2017-2020)

#### Reünie van "The Hardy Boyz" & "Deleters of Worlds" (2017-2019)
Matt keerde samen met broer Jeff terug naar de World Wrestling Entertainment bij het evenement WrestleMania 33 op 3 april 2017, waar ze meteen het WWE Raw Tag Team Championship op hun naam schreven met een overwinning tegen Luke Gallows en Karl Anderson in een Fatal 4-Way Tag Team match. Cesaro & Sheamus en Enzo Amore & Big Cass waren de andere uitdagers. Hun opkomst was een totale verrassing. "The Hardy Boyz" verloren de titels aan Cesaro en Sheamus bij het evenement Extreme Rules in juni 2017.
Na zijn terugkeer veroverde Hardy nogmaals het WWE Raw Tag Team Championship als partner van Bray Wyatt onder de naam "Deleters of Worlds". Hardy introduceerde tevens het karakter "Woken Matt Hardy" in zijn periode als tag teampartner van Wyatt. Hardy en Wyatt versloegen Cesaro en Sheamus voor de titels bij het evenement Greatest Royal Rumble in Saudi-Arabië op 27 april 2018. Drie maanden later moesten Hardy en Wyatt het kampioenschap doorgeven aan "The B-Team" (Bo Dallas & Curtis Axel) bij het evenement Extreme Rules in juli 2018.
Op 15 september 2018 kondigde hij plots zijn pensioen aan na een live-evenement (jargon: house show) in Corpus Christi. Hardy gaf aan dat zijn contract met WWE erop zat en dat hij zich meer op zijn gezin wilde concentreren, maar ging toch door als professioneel worstelaar. Hardy en zijn broer veroverden het WWE SmackDown Tag Team Championship met een overwinning tegen The Usos in een aflevering van Tuesday Night SmackDown! Live op 9 april 2019. Enkele weken later liep Jeff echter een blessure op, waardoor het kampioenschap beschikbaar werd gesteld. Daniel Bryan en Erick Rowan bemachtigden het vacante kampioenschap op 7 mei 2019. Sindsdien won hij geen kampioenschap meer.

### All Elite Wrestling (AEW) (2020 - Heden)
Op 18 maart op een aflevering van Dynamite maakte Hardy zijn debuut in AEW met zijn "Broken"-grimmick en was een vervanging voor Nick Jackson voor de team The Elite's voor AEW Blood and Guts. Op 6 mei op een aflevering van Dynamite worstelde Hardy in zijn eerste match en vorm een team met Kenny Omega voor een Street Fight. Hardy & Omega verloren de match door een pinfall op Omega door Chris Jericho. Op 13 mei op een aflevering van Dynamite, teamde Hardy & Omega nog een keer tegen Santana en Ortiz. Hardy & Omega wonnen de match door een pinfall. Op 20 mei op een aflevering van Dynamite worstelde Hardy in zijn eerste een-op-een match tegen Sammy Guevara en won die.
Hardy worstelde met The Elite tegen The Inner Circle in de allereerste "Stadium Stampede" match in het pay-per-view evenement Double or Nothing en wonnen die. Tijdens de match, Santana en Ortiz dompelden Hardy onder in het stadionzwembad, dat fungeerde als een versie van het Meer van Reïncarnatie, terwijl Hardy tijdens zijn carrière door zijn verschillende gimmicks bleef doorlopen toen hij opdook Sindsdien begon hij zich steeds te verwijzen naar "Multifarious" Matt Hardy. Paar weken later had hij een feud met Sammy Guevara. Hardy had een match met Guevara in een Broken Rules Match in het pay-per-view evenement All Out. De match werd gestopt nadat Hardy een levensbedreigende blessure had opgelopen. Hardy keerde terug nadat hij zich hersteld had van zijn blessure. Hardy herenigde met Private Party (Isiah Kassidy and Marq Quen) als hun manager. Maar werd aangevallen in de backstage omgeving voor hun match op 16 september 2020 bij een aflevering van Dynamite. De aanvaller was Guevara. Er werd een "The Elite Deletion" match aangekondigd dat plaats gaat vinden in The Hardy Compound in Cameron, North Carolina.

## In het worstelen
- Finishers

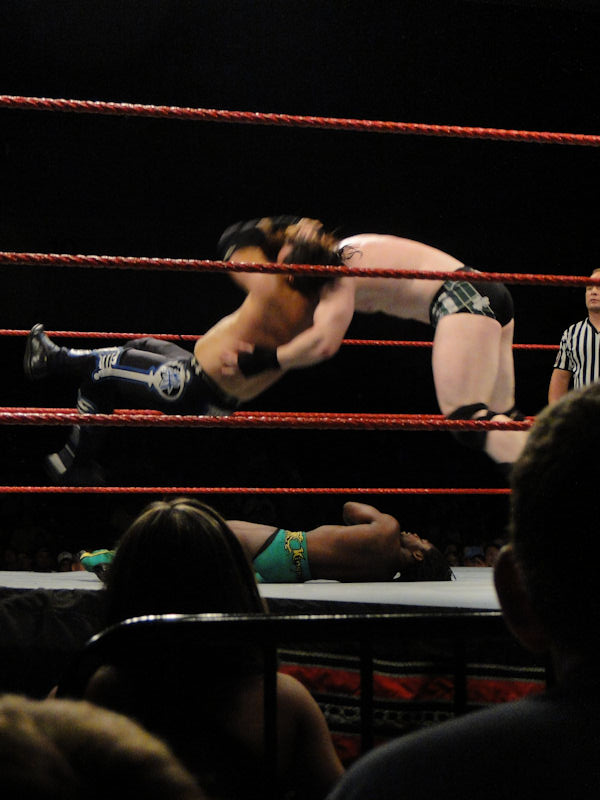
Hardy met de Twist of Fate op Sheamus

  - Ice Pick (TNA; 2011) / Scar (Independent circuit; 2005, WWE)
  - Twist of Fate (WWE) / Twist of Hate (TNA)
- Signature moves
  - Forearm smash
  - Iconoclasm
  - Inverted DDT
  - Missile dropkick
  - Moonsault
  - Multiple punches
  - Northern lights suplex¨
  - Side Effect
  - Extreme Leg Drop (Diving Move)
- Managers
  - Michael Hayes
  - Terri Runnels
  - Gangrel
  - Lita
  - Ric Flair
- Bijnamen
  - "Version 1 (V1)"
  - "The Angelic Diablo"
  - "The Sensei of Mattitude"
  - "The Man Who Will Not Die"
  - "(Arguably) Everyone's Favorite Wrestler"
  - "Cold Blood"
- Entree thema's
  - "Loaded" van Zack Tempest[204]
  - "Live for the Moment" van Monster Magnet (WWE)
  - "Rogue and Cold Blooded" van Dale Oliver (TNA)
  - "Immortal Theme" van Dale Oliver

## Prestaties

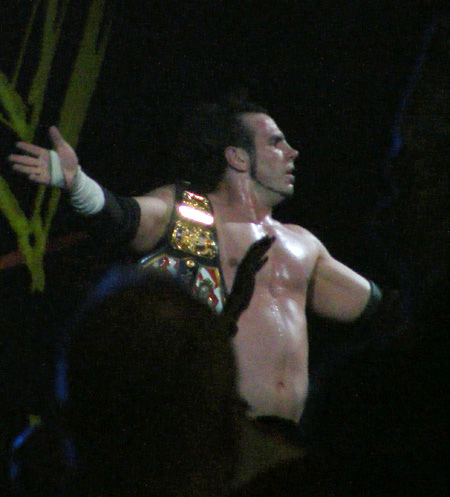
Hardy als WWE United States Champion in 2008

- All Star Wrestling (West Virginia)
  - ASW Tag Team Championship (1 keer) - met Jeff Hardy
- The Crash
  - The Crash Tag Team Champiionship (1 keer) - met Jeff Hardy
- Futur Stars of Wrestling
  - FSW Heavyweight Championship (1 keer)
- House Of Glory
  - HOF Tag Team Championship (1 keer) - met Jeff Hardy
- Maryland Championship Wrestling/MCW Pro Wrestling
  - MCW Heavyweight Championship (1 keer)
  - MCW Tag Team Championship (1 keer) - met Jeff Hardy
  - Extreme Rising World Championshup (1 keer)
- National Championship Wrestling
  - NCW Heavyweight Championship (1 keer)
- New Dimension Wrestling
  - NDW Light Heavyweight Championship (1 keer)
  - NDW Tag Team Championship (1 keer) - met Jeff Hardy
- New England Wrestling Alliance
  - NEWA Championship (1 keer)
  - NEWA Hall of Fame (class of 2012)
- New Frontier Wrestling Association
  - NFWA Championship (1 keer)
  - NFWA Tag Team Championship (1 keer met Venom)
- NWA 2000
  - NWA 2000 Tag Team Championship (1 keer met Jeff Hardy)
- OMEGA Championship Wrestling
  - OMEGA Heavyweight Championship (1 keer)
  - OMEGA Tag Team Championship (1 keer met Jeff Hardy)
- Pro Wrestling South
  - PWS Heavyweight Championship (1 keer)
- Pro Wrestling Illustrated
  - PWI Feud of the Year (2005) vs. Edge en Lita
  - PWI Match of the Year (2000) met Jeff Hardy vs. The Dudley Boyz en Edge and Christian tijdens WrestleMania 2000
  - PWI Match of the Year (2001) met Jeff Hardy vs. The Dudley Boyz en Edge and Christian tijdens WrestleMania X-Seven
  - PWI Tag Team of the Year (2000)
  - Gerangschikt op nummer 17 van de 500 worstelaars in de PWI Top 500 in 2003
- Pro Wrestling Syndicate
  - PWS Heavyweight Championship (1 keer)
- Remix Pro Wrestling
  - Remix Pro Tag Team Championship (1 keer ) – met Facade
- ROH
  - ROH World Tag Team Championship (1 keer) - met Jeff Hardy
- TNA
  - TNA World Heavyweight Championship (2 keer)
  - TNA World Tag Team Championship (2 keer) - met Jeff Hardy/Brother Nero
- WWF/E
  - ECW Championship (1 keer)
  - WCW World Tag Team Championship (1 keer met Jeff Hardy)
  - WWE Cruiserweight Championship (1 keer)
  - WWE Raw Tag Team Championship (3 keer) 1x met MVP, 1x met Jeff Hardy en 1x met Bray Wyatt
  - WWE Smackdown Team Championship (1 keer) - met Jeff Hardy
  - WWE United States Championship (1 keer)
  - WWF European Championship (1 keer)
  - WWE Hardcore Championship (1 keer)
  - WWF/World Tag Team Championship (6 keer) - met Jeff Hardy
  - Bragging Rights Trophy (2009)
  - André The Giant Memorial Battle Royal (2018)
  - Terri Invitational Tournament (1999) - met Jeff Hardy
- WrestleCade
  - WrestleCade Championship (2 keer)
- Wrestling Observer Newsletter awards
  - Best Gimmick (2002)
  - Worst Feud of the Year (2004) met Lita vs. Kane
- Wrestling Superstar
  - Wrestling Superstar Tag Team Championship (1 keer) - met Jeff Hardy